# ريتشارد ليفينسون
ريتشارد ليفينسون (بالإنجليزية: Richard Levinson)‏ (7 أغسطس 1934، فيلادلفيا في الولايات المتحدة - 12 مارس 1987، لوس أنجلوس في الولايات المتحدة)؛ كاتِب، سيناريست، منتج أفلام وروائي أمريكي. درس في جامعة بنسيلفانيا.

## روابط خارجية
- ريتشارد ليفينسون على موقع IMDb (الإنجليزية)
- ريتشارد ليفينسون على موقع ألو سيني (الفرنسية)
- ريتشارد ليفينسون على موقع قاعدة بيانات برودواي على الإنترنت (الإنجليزية)
- ريتشارد ليفينسون على موقع قاعدة بيانات الأفلام السويدية (السويدية)
- ريتشارد ليفينسون على موقع قاعدة بيانات الفيلم (الإنجليزية)
- ريتشارد ليفينسون على موقع كينوبويسك (الروسية)